# Limnesia coerula
Limnesia coerula är en kvalsterart som beskrevs av Lundblad 1941. Limnesia coerula ingår i släktet Limnesia och familjen Limnesiidae. Inga underarter finns listade i Catalogue of Life.